# محله هوایی شینوک ولترالیگهت
محله هوایی شینوک ولترالیگهت (به انگلیسی: Chinook Ultralight Airpark) یک فرودگاه خصوصی است که یک باند فرود چمن دارد و طول باند آن ۱۹۸ متر است. این فرودگاه در کشور ایالات متحده آمریکا قرار دارد .